# Песцы (посёлок)
Песцы — посёлок в Чановском районе Новосибирской области России.   Входит в состав городского поселения рабочий посёлок Чаны

## География
Площадь посёлка — 40 гектаров.

## История
В 1976 г. Указом Президиума ВС РСФСР посёлок зверофермы переименован в Песцы.

## Население
| 2002 | 2007 | 2010 |
| ---- | ---- | ---- |
| 149  | ↘134 | ↗138 |

## Инфраструктура
Дом Культуры посёлка Песцы.

## Транспорт
Автомобильный и железнодорожный транспорт.
Остановка общественного транспорта «Песцы» в соседнем посёлке.
В пешей доступности остановочная платформа 2926 км на железнодорожной линии Тарская — Обь.